# Matthew Foreman

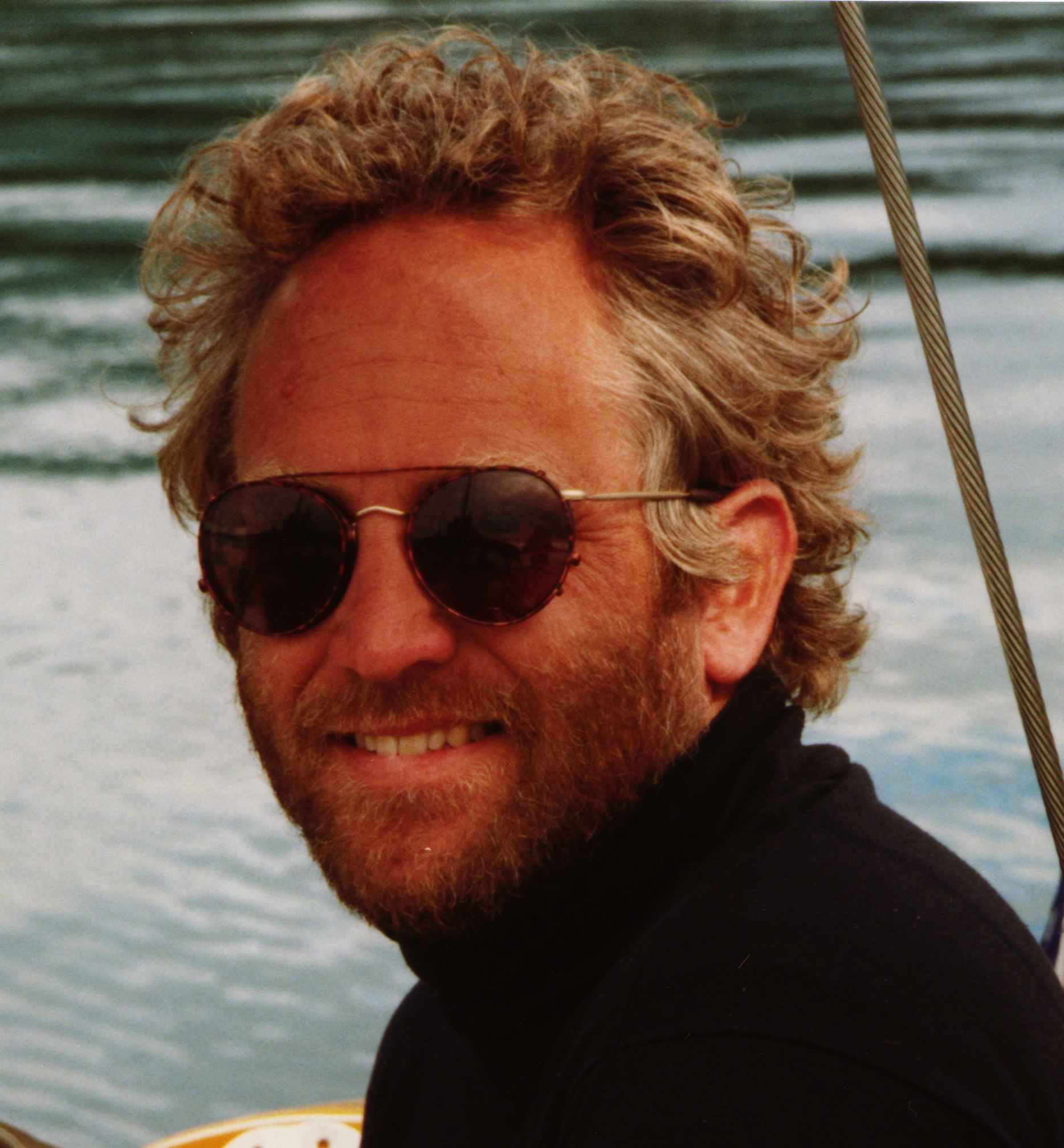
Matthew Foreman

Matthew Dean Foreman – amerykański matematyk, profesor Uniwersytetu Kalifornijskiego w Irvine. Zajmuje się teorią mnogości, logiką matematyczną, teorią ergodyczną i układami dynamicznymi.

## Życiorys
Stopień doktora uzyskał w 1980 na Uniwersytecie Kalifornijskim w Berkeley, promotorem doktoratu był Robert M. Solovay.
Swoje prace publikował m.in. w „Journal of Symbolic Logic” i „Transactions of the American Mathematical Society” oraz najbardziej prestiżowych czasopismach matematycznych świata: „Annals of Mathematics”, „Acta Mathematica" i „Journal of the American Mathematical Society”.
W 1998 roku wygłosił wykład sekcyjny na Międzynarodowym Kongresie Matematyków w Berlinie.